# 루벤 바르가스
루벤 에스테판 바르가스 마르티네스(스페인어: Ruben Estephan Vargas Martinez, 1998년 8월 5일 ~ )는 스위스의 축구 선수이다. 그는 현재 스페인 라리가의 세비야에서 뛰고 있다.